# Ptychascus glaber
Ptychascus glaber är en kräftdjursart som beskrevs av Hilbrand Boschma 1933. Ptychascus glaber ingår i släktet Ptychascus och familjen Sacculinidae. Inga underarter finns listade i Catalogue of Life.